# CAM Casoria Contemporary Art Museum
Il CAM Casoria Contemporary Art Museum è un museo di arte contemporanea ubicato in via Calore a Casoria, in provincia di Napoli.
Nel 2011 ha ospitato la biennale di Venezia.

## Storia
Il progetto museale nasce nel 2003, per iniziativa del Comune di Casoria e della Regione Campania, al fine di realizzare una struttura in cui custodire opere artistiche e allo stesso tempo promuovere l'incontro e lo scambio culturale tra gli artisti e i visitatori. Il museo è stato inaugurato nel maggio del 2005, diretto da Antonio Manfredi, presidente dell'associazione culturale onlus International Contemporary Art Center.

## Il museo
Il museo si sviluppa su una superficie di circa 3.500 m², su un unico livello, con aree dedicate alla pittura, alla scultura, alla fotografia, all'arte multimediale. Altri spazi sono riservati ad attività didattiche, al teatro sperimentale, alla biblioteca con testi sull'arte contemporanea, alla libreria.
L'esposizione permanente ospita circa 1000 opere di artisti provenienti da 80 nazioni differenti. Di particolare rilievo la collezione di arte africana ed arte cinese; una sezione è dedicata alle opere di artisti napoletani, dal secondo Novecento ad oggi.
Un'area esterna, situata nel parco comunale, ospita il Parco delle sculture, in cui è allestita una mostra permanente di sculture e installazioni, realizzate nel 2004.

## Eventi
Dal 2021 si svolge il CAM APERIART con mostre a tema, installazioni, performance, e la partecipazione di artisti della scena musicale.
L'11 Marzo 2022 si è tenuta la mostra "MAKE ART NOT WAR" con cinquanta opere di artisti provenienti dall'Ucraina, da cui ricavato, è stato devoluto in beneficenza alla comunità ucraina , duramente colpita dal conflitto con la Russia.  L'evento nasce a sostegno della pace , per sensibilizzare e condannare ogni forma di guerra.
Nel 2022 si è tenuta la body performance di Valentina Nappi dal titolo "SENSES" (Annusa Valentina Nappi) esibizione intenta a stimolare l'esperienza audio,visiva e olfattiva. L'evento prende spunto dalla capacità evocativa del senso dell'olfatto, per riflettere sui confini tra dimensione estetica e sensoriale.